# Košířský mlýnek
Košířský mlýnek je zaniklý vodní mlýn v Praze 5-Košířích, který stál na Motolském potoce pod severním svahem přírodního parku Košíře-Motol, jižně od kaple Nanebevzetí Panny Marie na Klamovce.

## Historie
Vodní mlýn stál na východní straně malého rybníčka, kterým protékal Motolský potok. Rybníček i budova mlýna existovaly ještě roku 1912, v roce 1938 stála v těchto místech větší budova s č.p. 11. Později zanikl rybník i mlýn a Motolský potok byl sveden pod zem.